# Teleskopmast (Feuerwehr)
Ein Teleskopmast (TM) bzw. ein Teleskopmastfahrzeug (TMF) ist ein Hubrettungsfahrzeug der Feuerwehr. Die Bezeichnung Teleskopleiter mit Korb (TLK) ist eine reine Herstellerbezeichnung.
Das Teleskopmastfahrzeug ist eine Hubarbeitsbühne (HAB) und hat einen Hubrettungsausleger nach DIN EN 1777. Eine der Abkürzung nachgestellte Zahl benennt die Rettungshöhe in Metern (z. B. steht TM 32 für eine Rettungshöhe von 32 Metern) und eine weitere ggf. die maximal mögliche Ausladung.
Die Typen waren bis 2017 nicht genormt. Daher bestehen viele unterschiedliche Bezeichnungen. Die DIN 14701-1 definiert die Fahrzeuge nun als Teleskopgelenkmast (TGM) und teilt sie in drei Kategorien ein: TGM 24, TGM 30 sowie TGM 40; wobei die Kategorie TGM 40 alle Fahrzeuge mit einer Rettungshöhe von über 39,5 m enthält. Die Anforderungen an eine Hubrettungsbühne TGM 23/12, sehen unter anderem eine Zulässige Gesamtmasse von 16 t vor. Der im letzten Segment abknickende Mast bietet den einsatztechnischen Vorteil, auch hinter Hindernisse wie zum Beispiel Dachgiebel und an Bereiche unterhalb der Straßenebene (bei Brücken) zu gelangen.
Da handelsübliche LKW-Fahrgestelle üblicherweise mit 12 oder 18 t verfügbar sind, werden diese üblicherweise entsprechend auf- oder ab-gelastet um die Förderfähigkeit sicherzustellen. Da die Achslast eines TGM 30 mit 10 t oder weniger, der einer Drehleiter entspricht, können die Fahrzeuge auf Feuerwehrflächen, welche nicht über Räumen wie Tiefgaragen o. Ä. liegen, ohne Einschränkung eingesetzt werden.

## Einsatzbereiche

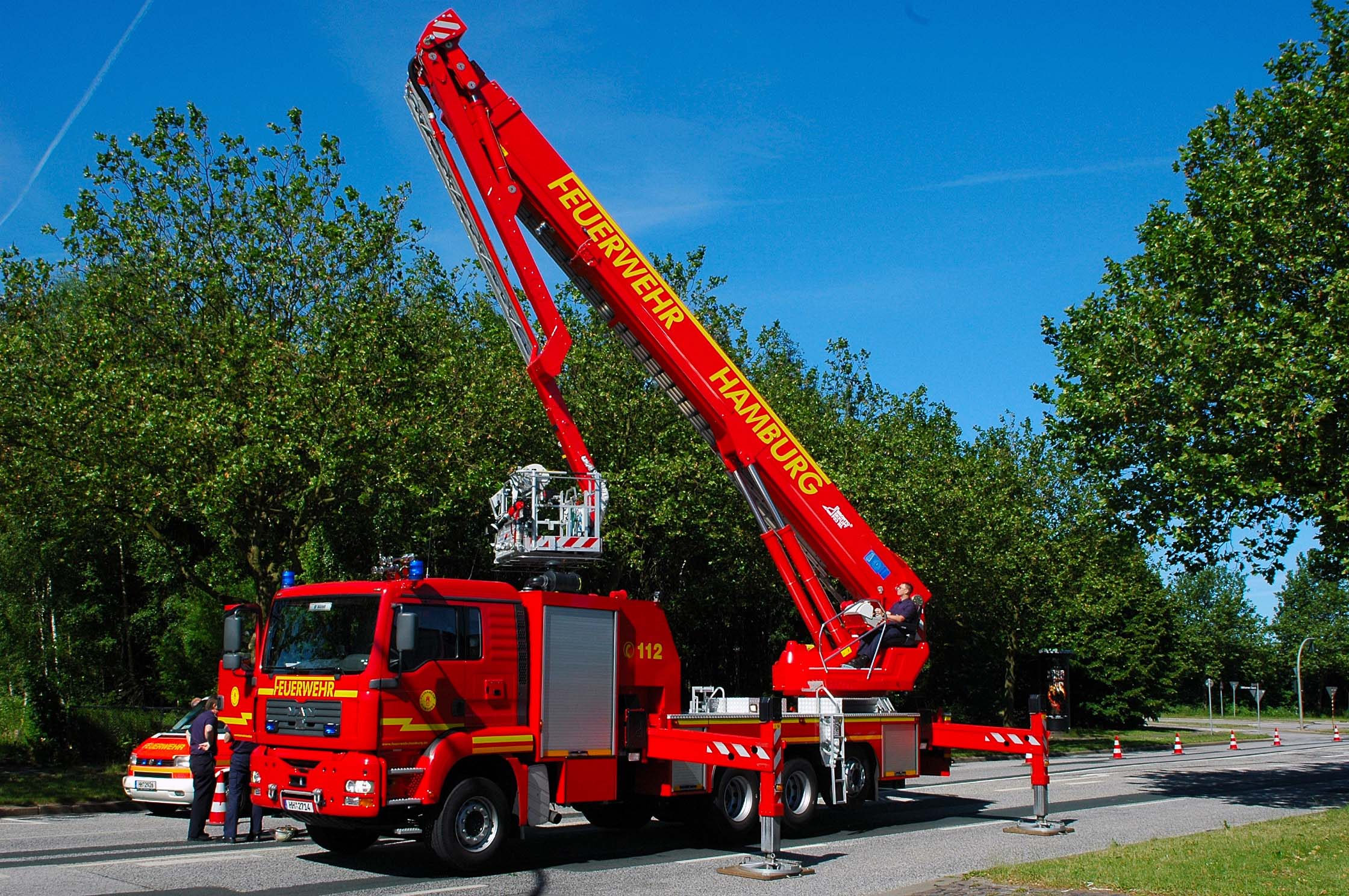
TMF 53

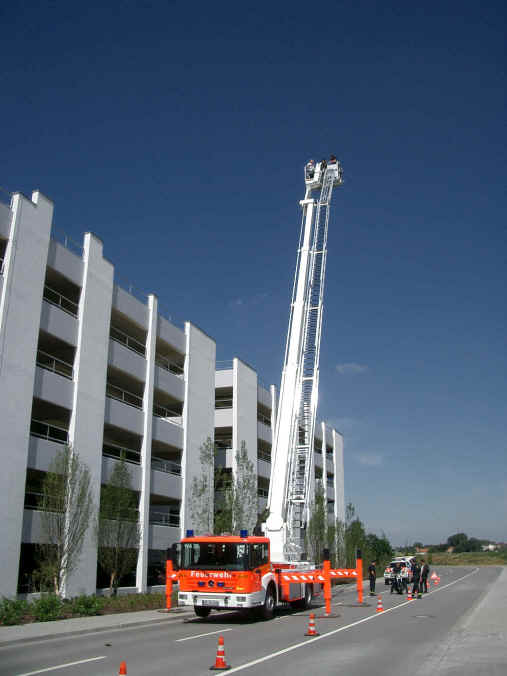
TM 30

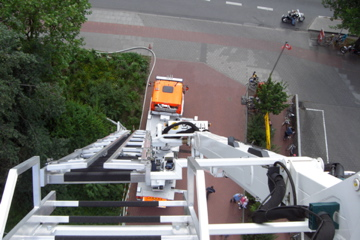
Blick abwärts vom Korb eines TMF

### Menschenrettung
Teleskopmasten ermöglichen die Rettung von Personen auch aus besonders exponierten Lagen, die mit herkömmlichen Drehleitern nicht zu erreichen sind. Hierbei sind die abknickbaren Gelenkteile besonders hilfreich, mit denen Hindernisse auch auf engstem Raum gewissermaßen umfahren werden können. Auf Grund des größeren Rettungskorbes gestaltet sich die Rettung von übergewichtigen Personen mit einem Teleskopmast ebenfalls einfacher als mit einer Drehleiter. Die Tatsache, dass ein ausgefahrener Teleskop-Gelenkmast weniger stark schwankt als eine ausgefahrene Drehleiter, macht Arbeits- bzw. Rettungshöhen von mehr als 100 Metern möglich.
Als Nachteil eines Teleskopmastes gegenüber einer Drehleiter wird teilweise angesehen, dass der Rettungsweg über den Leiterpark fehlt (beispielsweise bei Ausfall der Technik). Aus diesem Grund gibt es oft eine minimalistische Leiter (teilweise auch mit aufklappbarem Handlauf) neben den Mastelementen.

### Brandbekämpfung
Besonders bei größeren Feuern werden Teleskopmastfahrzeuge auch zur Brandbekämpfung eingesetzt. So kann ein größerer oder schwer erreichbarer Brandabschnitt gezielt von oben bekämpft werden. Dazu verfügt der Mast (im Unterschied zu den meisten Drehleitern) über eine fest verlegte Wasserleitung zum Wasser-/Schaumwerfer und/oder eine Atemluftversorgung durch Atembatterie am Fahrzeug zum Arbeitskorb. Die hilfs- und feuerwehrtechnische Beladung variiert, da es sich bei diesen Fahrzeugen meist um einzelne Sonderanfertigungen handelt.

## Fahrzeug-Beispiele
Teleskopmastfahrzeuge gibt es von verschiedenen Herstellern in vielen Varianten. Beispiele:
- Der Teleskopmast TM 50 der Firmen Metz Aerials und WUMAG elevant auf einem MAN-Fahrgestell vom Typ MAN TGA 26.414 ist bei der Berliner Feuerwehr im Dienst. Der Arbeitskorb trägt eine Last von 400 Kilogramm und erreicht eine Arbeitshöhe von 50 Metern. Außerdem sind Anschlüsse für Atemluft im Korb montiert, so dass bis zu drei Personen über eine Luftleitung vom Boden aus versorgt werden können. Damit mehrere Personen schnell evakuiert werden können, kann am Korb ein 50 Meter langer Rettungsschlauch befestigt werden, durch welchen zwei bis drei Personen pro Minute in Sicherheit „rutschen“ können. Das Fahrzeug hat eine zulässige Gesamtmasse von 31.760 Kilogramm.[2]

- Das bei der Feuerwehr Hamburg ehemalig eingesetzte Teleskopmastfahrzeug TMF 53 auf einem vierachsigen MAN-Fahrgestell vom Typ MAN 26.413 FDLC mit gelenkter Nachlaufachse ist extrem wendig und erreicht eine Höhe von maximal 53 Metern. Trotz der großen Höhe schwankt der Mast (im Gegensatz zur Drehleiter) nur minimal. Das Fahrzeug der Hersteller Ziegler und Bronto Skylift hat eine zulässige Gesamtmasse von 35 Tonnen.

- Der Teleskopmast TM 52 (ebenfalls von Ziegler und Bronto Skylift) der im Industriepark Schwarze Pumpe angesiedelten Hauptfeuerwache der LEAG-Werkfeuerwehr basiert auf einem geländegängigen, vierachsigen Scania-Fahrgestell (P-Serie) und erreicht eine Höhe von 52 Metern. Das Fahrzeug ist dadurch sowohl in den Kraftwerken als auch in den Tagebauen des Lausitzer Braunkohlereviers einsetzbar. Der Rettungskorb ist mit 500 kg belastbar und der an diesem montierte, fernsteuerbare Monitor kann bis zu 3800 l/min abgeben.[3]

- Der Teleskopmast ALP 375 der Feuerwehr Hanau ist von der Fa. Iveco Magirus auf einem dreiachsigen Fahrgestell MAN TGA 26.360 aufgebaut. Der Mast erreicht eine Arbeitshöhe von 37 m mit einer Korbnutzlast von 400 kg. Ein am Korb montierter Monitor leistet 3600 l/min und ist mit einer Kamera und Fernsteuerung ausgestattet.

- Der Teleskopgelenkmast TGM 32 der Freiwilligen Feuerwehr Kabelsketal wurde von WUMAG auf ein Mercedes-Benz-Econic-Fahrgestell aufgebaut. Der Korb des Wumag WTF 320 trägt eine Last von 360 Kilogramm oder 3 Personen, erreicht eine Arbeitshöhe von 32 Metern und besitzt eine fest verlegte Wasserleitung zu einem manuell im Korb oder vom Boden fernzusteuernden Rosenbauer-Monitor sowie eine Atemluftversorgung durch Atembatterie am Drehkranz mit 4 × 300-bar-Flaschen zum Arbeitskorb. Darüber hinaus besitzt er eine Krankentragenhalterung, einen Höhenrettungssatz, einen Beleuchtungssatz mit Stromerzeuger sowie Anschlagpunkte für den Kranbetrieb. Der Teleskopgelenkmast hat eine zulässige Gesamtmasse von 19,5 Tonnen.[4]